# Passiflora tripartita var. mollissima
Variété
Classification phylogénétique
Passiflora tripartita var. mollissima  est une variété de plantes à fleurs de la famille des Passifloraceae, de l'espèce Passiflora tripartita, nommée « curuba » en français.
C'est une plante grimpante. Elle pousse accrochée sur les arbres ou sur les murs, jusqu'à l'altitude de 3 500 m, ou plus si le climat est favorable (rives du lac Titicaca, par exemple).
Cette variété est proche de l'espèce Passiflora tarminiana Coppens & V.E.Barney

## Description
Les fleurs sont roses, à environ 10 pétales.
Ses fruits allongés, verts avant maturité et jaune-orangé à maturité, contiennent des graines enveloppées d'un mucilage comestible, translucide, rouge orangé, aromatique. On les consomme tels quels ; ils servent aussi à parfumer les glaces, les boissons, les pâtisseries. On leur prête des vertus médicinales.

## Synonymes
- Tacsonia mollissima Kunth
- Passiflora mollissima (Kunth) L.H.Bailey

La curuba est nommée tumbo au Pérou, et en Bolivie, curuba ou tacso en Colombie, banana passionfruit en anglais, maracuja banana en portugais.

## Culture
La curuba est cultivée pour son fruit dans les Andes (Amérique du Sud), au Brésil. On en trouve aussi à Madère.
Les californiens l'utilisent comme plante grimpante décorative, elle peut couvrir 10 m de rayon autour d'elle. Sa rusticité est USDA 10 a, elle supporte des petits gels brefs.